# Sorcy-Bauthémont
Sorcy-Bauthémont település Franciaországban, Ardennes megyében. Lakosainak száma 147 fő (2022. január 1.). Sorcy-Bauthémont Alland’Huy-et-Sausseuil, Amagne, Chesnois-Auboncourt, Écordal, Faux és Saulces-Monclin községekkel határos.

## Népesség
A település népessége az elmúlt években az alábbi módon változott:
| Lakosok száma | 169  | 124  | 127  | 141  | 146  | 149  | 151  | 146  | 144  | 147  |
|               | 1968 | 1982 | 1990 | 2006 | 2013 | 2015 | 2017 | 2019 | 2020 | 2022 |